# Geografia de Letònia

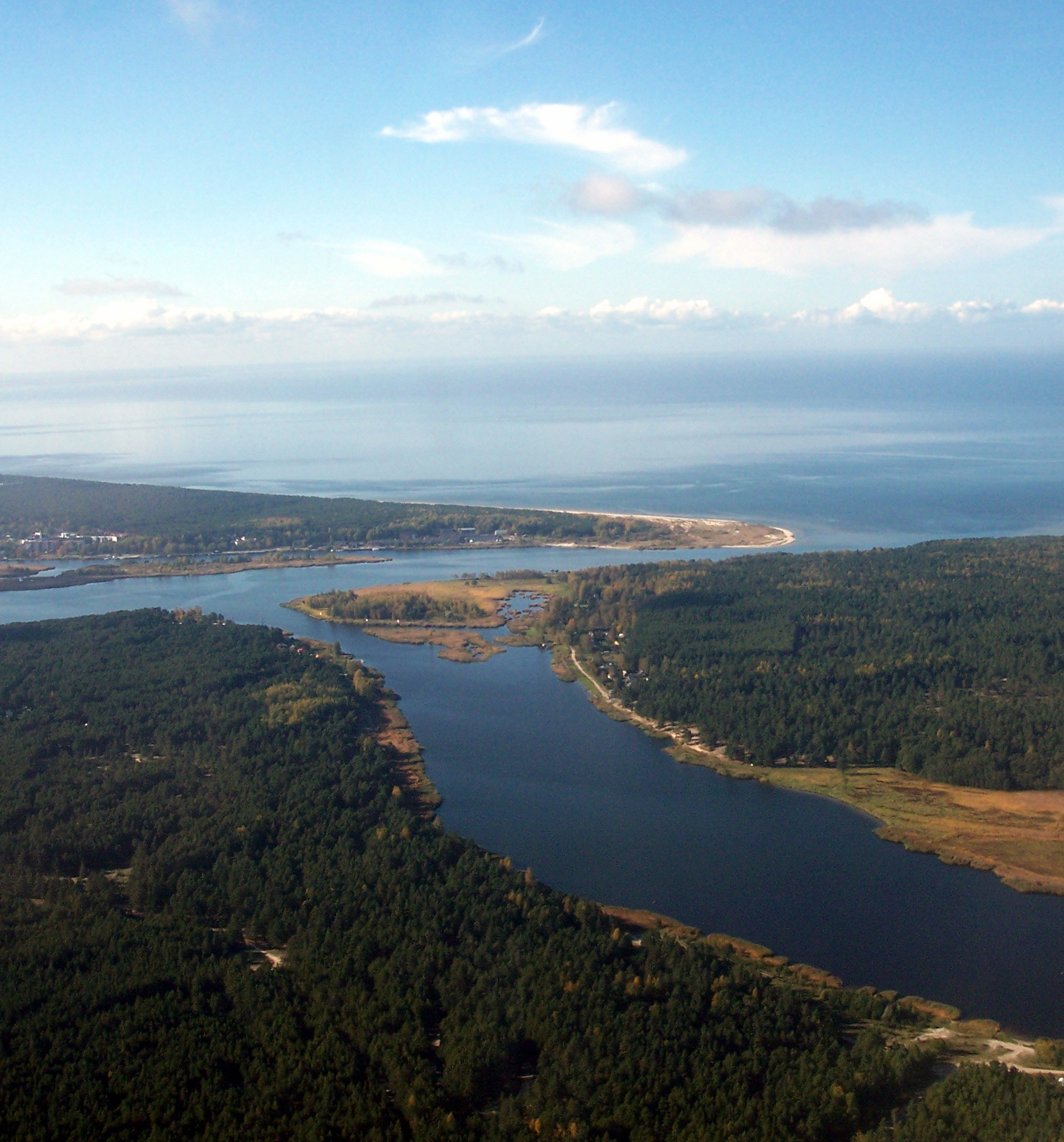
El Lielupe desemboca al mar Bàltic, mentre que el ramal Buļļupe desemboca al riu Daugava

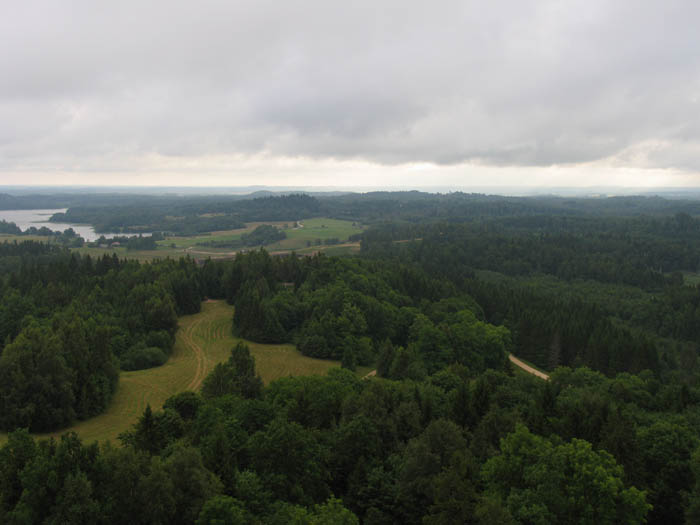
Vista des dalt la torre del turó de Gaiziņkalns.

Letònia (en letó, Latvijas Republika) és un estat de l'Europa oriental, a la riba del mar Bàltic, entre Estònia i Lituània. Situada al nord d'Europa, a l'anomenada regió bàltica, limita al nord amb Estònia, a l'est amb Rússia, al sud amb Belarús i Lituània, i a l'oest amb el mar Bàltic.

## Geografia física

### Relleu
La major part del seu territori és pla, cobert per dipòsits de terra i fang, i grans zones ocupades per boscos de coníferes, erms i pantans. La planícia de Semigalia (Zemgale), al sud, fins al límit amb Lituània, conté les terres més fèrtils, i se les considera el graner del país. En aquestes grans planes hi ha suaus turons, amb una alçària màxima al turó de Gaiziņkalns (311 msnm), que es troba a l'altiplà de Livònia, a la part centreoriental del país.

### Hidrografia

#### Rius
Hi abunden els llacs i els rius, que desemboquen al mar Bàltic i a la golf de Riga. El país inclou més de 12.000 rius i afluents, però únicament 17 en tenen més de 100 km. La seva xarxa hidrogràfica és rellevant per a la història del país, així com per a la seva economia. El principal curs fluvial és el Daugava (també conegut coma a Dvina occidental), que neix a l'altiplà de Valdái a l'oblast de Tver (Rússia) i transcorre a través de Belarús i llavors flueix per Letònia al llarg de 370 km abans de desembocar al golf de Riga. En entrar a Letònia, té una amplada al voltant de 200 metres i arriba als 650-750 metres a Riga, mentre que l'estuari té una amplada de quilòmetre i mig. El Daugava ha representat una important via de comunicació durant mil·lennis; per aquest riu varen navegar les tribus locals, i després els vikings, els russos i altres poblacions europees amb propòsits comercials, però també per conquistar els territoris de les ribes. Altres rius menys importants són el Gauja, el Lielupe i el Venta. El règim dels cursos d'aigua és nival i pluvial dins del conjunt, i més del 60% de l'aigua que discorre per Letònia prové dels països fronterers del sud.
|    | Nom     | Desembocadura | Km recorreguts a Letònia | Longitud total (km) |
| -- | ------- | ------------- | ------------------------ | ------------------- |
| 1. | Gauja   | Golf de Riga  | 452                      | 452                 |
| 2. | Daugava | Golf de Riga  | 352                      | 1005                |
| 3. | Ogre    | Daugava       | 188                      | 188                 |
| 4. | Venta   | Mar Bàltic    | 178                      | 346                 |
| 5. | Iecava  | Lielupe       | 136                      | 136                 |

#### Llacs
Els més de 2.300 llacs d'origen glacial, dels quals el major de tots és el llac Lubanas o Lubāns, i les torberes i àrees pantanoses, constitueixen els elements més destacats del paisatge. Els llacs es concentren a la zona sud-est. La major part dels llacs són minúsculs i eutròfics.
La major part de la xarxa hidrogràfica està oberta a la pesca, tant durant l'hivern com l'estiu, però les poblacions animals es mantenen estables.

#### Costes
Letònia té 531 km de costes sorrenques. El mar Bàltic banya la costa. Es dibuixa el golf de Riga, poc profund i parcialment aïllat de la resta del Bàltic per les illes estonianes de Saaremaa i Hiiumaa així com l'istme de Curlàndia, que es troba particularment contaminat. No obstant això, s'han tancat algunes fàbriques en aquesta regió i alguns municipis del golf de Riga han obtingut la bandera blava europea.
Les costes, amb excepció de Jurmala, van ser territoris fronterers durant l'època soviètica, de manera que les cases van quedar totalment arrasades. Això va permetre limitar la pressió humana sobre les dunes que van tornar a ser més o menys salvatges. No obstant això, els anys que van seguir la independència van veure accentuar-se la construcció il·legal amb vista a un profit ràpid sense cap reacció del govern. Si aquest últim no intervé ràpidament, la costa salvatge que presenta Letònia podria deteriorar-se molt ràpidament.
Els seus ports, en particular Liepaja i Ventspils, coneixen un tràfic important, ja que, a diferència dels ports russos o estonians, estan pràcticament lliures de gel tot l'any.
Les aigües jurisdiccionals són bastant riques en pesca i permeten obtenir certes rendes de l'exportació. S'estenen sobre 12 milles (és a dir, 22 km) i la zona econòmica exclusiva al voltant de 200 milles (és a dir, 367 km).

### Clima

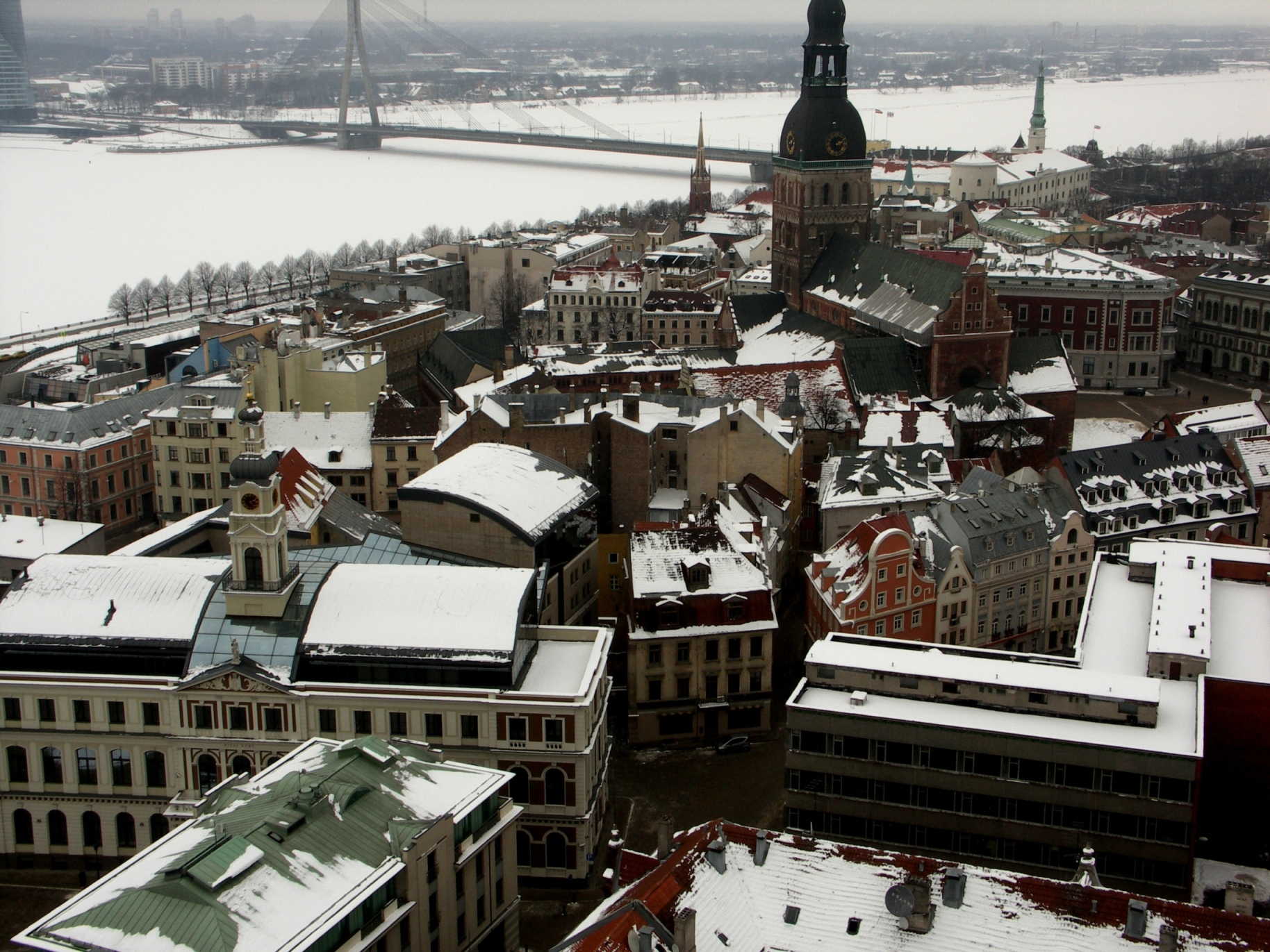
Riga, després d'una lleugera nevada

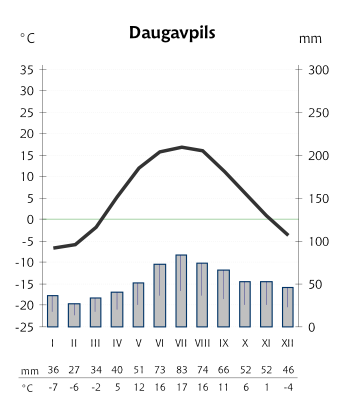
Diagrama de temperatures i precipitacions a la ciutat de Daugavpils

La ubicació septentrional de Letònia és similar a la de la península del Labrador. A causa de la latitud en què es troba, Letònia té un clima fred. Els estius són frescos i els hiverns freds. Té clima continental, però amb una forta influència del mar Bàltic que l'envolta per l'oest. La influència del mar suavitza una mica la temperatura. A l'hivern, l'aigua està més temperada pel corrent de l'Atlàntic nord, de manera que el seu clima és més suau que el del Labrador. L'estació estiuenca és curta i també les estacions intermèdies són molt reduïdes; l'hivern dura llavors prop de vuit mesos.
La temperatura màxima de Letònia és de 36,4 °C graus i la mínima de -43,1 °C graus. Riga assoleix temperatures de -10 °C a -4 °C al gener i entre 11 °C i 22 °C al mes de juliol. Les temperatures mitjanes a l'hivern són raonablement suaus, que van en gener dels -2,8 °C a Liepaja, a la costa occidental, als -6,6 °C a la ciutat sud-oriental de Daugavpils. Les temperatures al juliol van dels 16,7 °C a Liepaja als 17,6 °C a Daugavpils.
La proximitat al mar fa que sigui un país d'humitat elevada i precipitacions constants, amb una precipitació anual de 633 mm a Riga. A l'any, hi ha de mitjana 180 dies de pluja, 44 de boira i només 72 dies de sol. Les precipitacions en forma de neu són freqüents a l'hivern. Durant prop de 82 dies a l'any el país està nevat, i el període lliure de gelades dura 177 dies. Plou més a la costa (701 mm a Liepaja) que en les regions interiors properes a Rússia i Belarús (633 mm a Daugavpils). Les abundants precipitacions proporcionen l'aigua copiosa dels molts rius i llacs de Letònia, però igualment ha creat problemes. Una gran part de terra agrícola necessita drenatge. S'ha invertit molts diners en projectes de millora de la terra que impliquen la instal·lació de canonades de drenatge, el redreçament i l'aprofundiment dels corrents naturals, cavant rases de drenatge i la construcció de preses de pòlders. Durant els anys seixanta i setanta del segle xx, els treballs de drenatge van absorbir un terç de tota la inversió agrícola. Encara que només representa un terç de l'1% del territori, Letònia tenia l'11% de tota la terra artificialment drenada de l'anterior Unió Soviètica.
Un problema afegit relacionat amb les precipitacions és la dificultat de sembra primerenca mecanitzada i de collites a causa dels camps xops. Les intenses precipitacions arriben especialment al temps de la collita l'agost i setembre, fet que exigeix grans inversions en estructures d'assecat del gra i sistemes de ventilació. El 1992, irònicament, Letònia va tenir l'estiu més sec en la història dels registres climàtics, però pluges inusualment intenses a la primavera precedent van mantenir el dany de la collita per sota del grau esperat. El clima humit ha estat un factor principal a l'hora d'orientar l'agricultura cap a la ramaderia i la indústria làctia. Fins i tot, la major part de les plantes que se sembren, com l'ordi i les patates, es produeixen per a pinso.
Els dies són llargs a l'estiu i curts a l'hivern. Al desembre és de nit tancada a les nou del matí, i la llum solar desapareix abans de les quatre de la tarda.
| Paràmetres climàtics mitjans de Riga, capital de Letònia | Paràmetres climàtics mitjans de Riga, capital de Letònia | Paràmetres climàtics mitjans de Riga, capital de Letònia | Paràmetres climàtics mitjans de Riga, capital de Letònia | Paràmetres climàtics mitjans de Riga, capital de Letònia | Paràmetres climàtics mitjans de Riga, capital de Letònia | Paràmetres climàtics mitjans de Riga, capital de Letònia | Paràmetres climàtics mitjans de Riga, capital de Letònia | Paràmetres climàtics mitjans de Riga, capital de Letònia | Paràmetres climàtics mitjans de Riga, capital de Letònia | Paràmetres climàtics mitjans de Riga, capital de Letònia | Paràmetres climàtics mitjans de Riga, capital de Letònia | Paràmetres climàtics mitjans de Riga, capital de Letònia | Paràmetres climàtics mitjans de Riga, capital de Letònia |
| Mes                                                      | Gen.                                                     | Feb.                                                     | Mar.                                                     | Abr.                                                     | Mai.                                                     | Jun.                                                     | Jul.                                                     | Ago.                                                     | Set.                                                     | Oct.                                                     | Nov.                                                     | Des.                                                     | Anual                                                    |
| -------------------------------------------------------- | -------------------------------------------------------- | -------------------------------------------------------- | -------------------------------------------------------- | -------------------------------------------------------- | -------------------------------------------------------- | -------------------------------------------------------- | -------------------------------------------------------- | -------------------------------------------------------- | -------------------------------------------------------- | -------------------------------------------------------- | -------------------------------------------------------- | -------------------------------------------------------- | -------------------------------------------------------- |
| Temperatura màxima registrada °C (°F)                    | 4 (39,2)                                                 | 5 (41)                                                   | 21 (69,8)                                                | 24 (75,2)                                                | 29 (84,2)                                                | 32 (89,6)                                                | 33 (91,4)                                                | 32 (89,6)                                                | 29 (84,2)                                                | 23 (73,4)                                                | 17 (62,6)                                                | 7 (44,6)                                                 | 33 (91,4)                                                |
| Temperatura mínima registrada °C (°F)                    | −28 (−18,4)                                              | −28 (−18,4)                                              | −23 (−9,4)                                               | −11 (12,2)                                               | −5 (23)                                                  | −1 (30,2)                                                | 4 (39,2)                                                 | 0 (32)                                                   | −1 (30,2)                                                | −7 (19,4)                                                | −16 (3,2)                                                | −27 (−16,6)                                              | −28 (−18,4)                                              |
| Temperatura diària màxima °C (°F)                        | −4 (24,8)                                                | −3 (26,6)                                                | 2 (35,6)                                                 | 10 (50)                                                  | 16 (60,8)                                                | 21 (69,8)                                                | 22 (71,6)                                                | 21 (69,8)                                                | 17 (62,6)                                                | 11 (51,8)                                                | 4 (39,2)                                                 | −2 (28,4)                                                | (Error de l'expressió: Operador * inesperat)             |
| Temperatura diària mínima °C (°F)                        | −10 (14)                                                 | −10 (14)                                                 | −7 (19,4)                                                | 1 (33,8)                                                 | 6 (42,8)                                                 | 9 (48,2)                                                 | 11 (51,8)                                                | 11 (51,8)                                                | 8 (46,4)                                                 | 4 (39,2)                                                 | −1 (30,2)                                                | −7 (19,4)                                                | (Error de l'expressió: Operador * inesperat)             |
| Precipitació total mm (polzades)                         | 31 (1,2)                                                 | 29 (1,1)                                                 | 27 (1,1)                                                 | 33 (1,3)                                                 | 44 (1,7)                                                 | 45 (1,8)                                                 | 53 (2,1)                                                 | 70 (2,8)                                                 | 64 (2,5)                                                 | 62 (2,4)                                                 | 62 (2,4)                                                 | 47 (1,9)                                                 | 194 (7,6)                                                |
| Font: BBC Weather 6 de juliol de 2010                    |                                                          |                                                          |                                                          |                                                          |                                                          |                                                          |                                                          |                                                          |                                                          |                                                          |                                                          |                                                          |                                                          |

### Medi ambient
A Letònia abunden els boscos de pins i avets. El World Wide Fund for Nature (WWF) inclou el territori letó dins de l'ecoregió de bosc temperat de frondoses denominada bosc mixt sarmàtic. D'acord amb la normativa de la Unió Europea, el territori d'aquest país pertany a la regió biogeogràfica boreal.
Conté una reserva de la biosfera, Vidzeme norte, creada el 1997. 148.718 hectàrees han sigut protegides com a zones humides d'importància internacional, sota l'empara del conveni de Ramsar, en total, sis llocs Ramsar: llac Engure, llac Kanieris, les zones humides de Lubana, torberes del nord (Ziemelu purvi), les zones humides de Pape i les torberes de Teici i Pelecares. Té més d'una vintena de parcs nacionals.

## Geografia humana

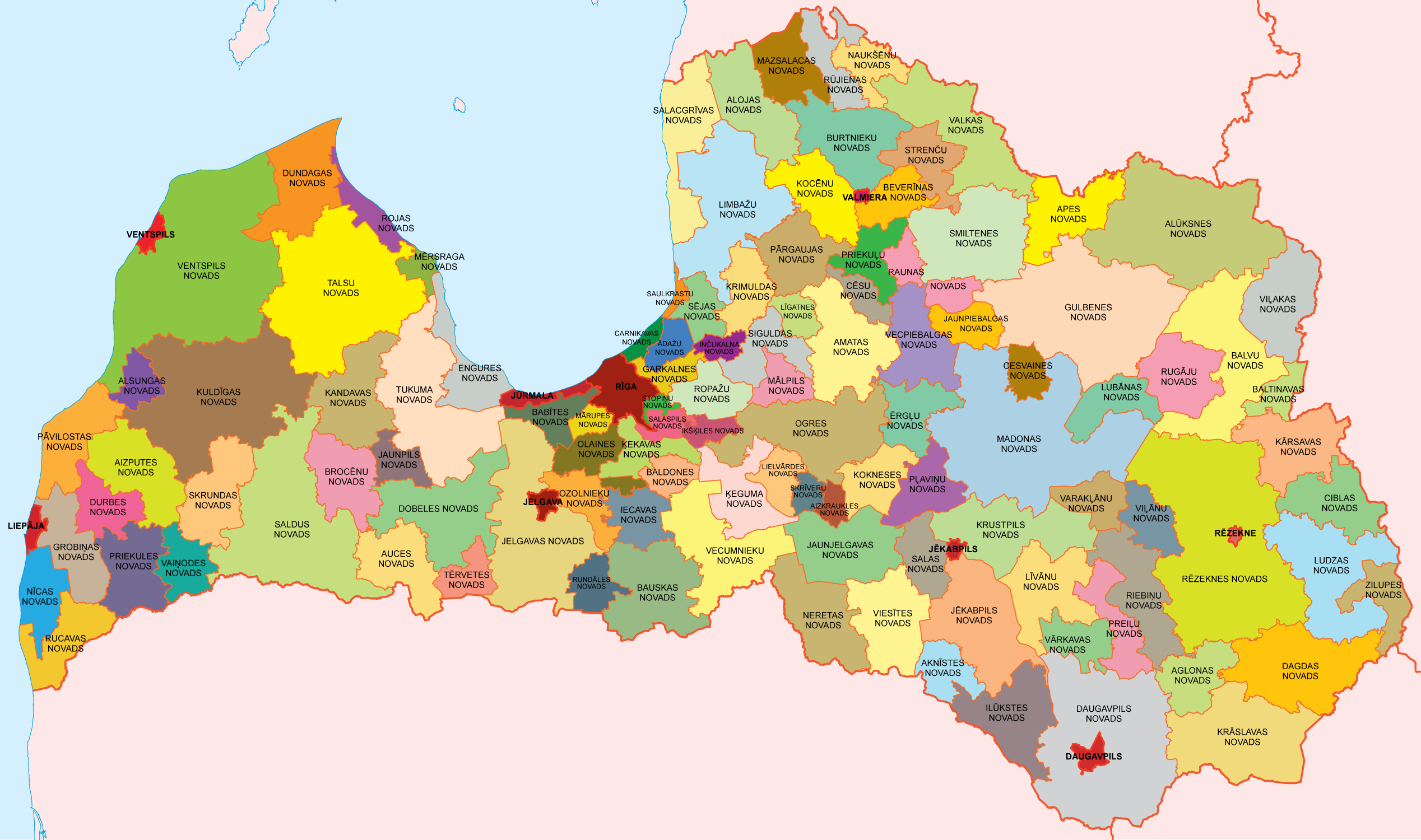
Organització territorial de Letònia, vigent des de l'1 de juliol de 2009

Letònia té una població de 3.555.179 habitants, segons estimacions de The World Factbook del juliol de 2009. La seva densitat de població arriba als 36 habitants per quilòmetre quadrat. El creixement de la població és molt baix -0,279% (2009 est.).
Principals grups ètnics: 83,4% letons, 6,3% russos, 6,7% polonesos; la resta: 3,6% (cens de 2001). L'idioma oficial és el letó, que parla el 82% de la població; es parla, a més, el rus 8%, el polonès 5,6%, i d'altres i sense especificar: 4,4% (cens de 2001).
Hi ha llibertat de culte. La creença més estesa és el cristianisme, repartida entre les esglésies següents: catòlics 79%, Església ortodoxa russa 4,1%, protestants (incloent els luterans i baptistes cristians evangèlics) 1,9%, d'altres o sense especificar 5,5%, cap 9,5% (cens de 2001).
La capital n'és Riga. Ciutats principals en són Davgavpils i el port de Liepaja. Segons la Reforma territorial administrativa de Letònia, vigent des de l'1 de juliol del 2009, el país es divideix en 110 municipis (letó: novadi) i 9 ciutats republicanes (letó: republikas pilsetas), cadascuna amb la seva pròpia administració.
La regió d'Abrene va ser un comtat de Letònia; part del territori va ser annexionat en l'època soviètica per la RSFS de Rússia, i actualment forma part de Rússia.

## Geografia econòmica
Els principals recursos naturals del país són: torba, terra arable i ambre, i el principal ús que es fa de la terra és: terra arable: 44,81%; collites permanents: 0,9% i d'altres: 54,29% (2005). La terra irrigada consistia, l'any 2003, en uns setanta quilòmetres quadrats.
Des de l'any 2000, Letònia té un índex de creixement del PIB dels més alts d'Europa. No obstant això, el creixement de l'economia a una mitjana de 8% per any per als quatre anys anteriors a l'any 2008 es basava en les exportacions i la demanda domèstica. L'atur va assolir el 15% el 2009, des del 4,8% del 2008. El producte interior brut (PIB) va caure prop d'un 17% el 2009; les tres antigues repúbliques soviètiques del Bàltic van patir la caiguda de l'any en la crisi mundial.
Els principals ingressos del PIB provenen del sector dels serveis: 61,5% (2009 est.). Després hi ha el que s'obté de la indústria (33,2%) i finalment un 5,3% de l'agricultura. Els productes de l'agricultura són cereals com l'ordi o el sègol, lli, remolatxa sucrera, i patata, entre d'altres. Del bestiar (bovins i porcins), s'obté carn, llet i ous, i de la pesca i indústries derivades (conserves).